# 阿氏俯海鯰
阿氏俯海鯰為輻鰭魚綱鯰形目海鯰科俯海鯰屬的其中一種，分布於南美洲蓋亞那至巴西東北部淡水水域，體長可達22公分，棲息在中底層水域，屬肉食性，生活習性不明。

## 擴展閱讀
維基物種上的相關：阿氏俯海鯰